# Veit Wittrock
Veit Brecher Wittrock, född 5 maj 1839 i Holms socken, Dalsland, död 1 september 1914 på Bergielund, Stockholm, var en svensk botaniker av en från Tyskland härstammande släkt. Han var son till lantbruksförvaltaren Johan Magnus Wittrock och Ingrid Dalin. Han var far till Georg Wittrock.

Wittrock, vars släkt härstammade från Tyskland, var son till lantbruksförvaltaren Johan Magnus Wittrock och Ingrid Dalin. Han blev 1857 student vid Uppsala universitet, 1866 filosofie doktor och docent i botanik där, var 1865–1878 lärare i naturalhistoria och engelska vid Uppsala privata läroverk, höll botaniska föreläsningar i Stockholm 1873 på uppdrag av Högskoleföreningen där, förestod borgströmianska professuren (i botanik med mera) läsåret 1875–1876, blev 1878 extra ordinarie professor i botanik i Uppsala och var 1879–1904 intendent vid Naturhistoriska riksmuseets botaniska avdelning samt från 1879 till sin död professor Bergianus och föreståndare för Bergianska trädgården.
Han företog flera vetenskapliga resor till Norge, Storbritannien och kontinenten; under sin ungerska resa 1885 var han Sveriges kommissarie vid den internationella lantbruksutställningen i Budapest. Då den gamla Bergianska trädgården vid dåvarande Karlbergsallé (i Vetenskapsakademiens ägo sedan 1791 genom donation av Peter Jonas Bergius) måste flyttas för stadsplanens skull, genomförde Wittrock en fördelaktig försäljning och anlade 1885 den nya trädgården Bergielund vid Frescati, vilken med Kungl. Maj:ts tillstånd utökades med en vetenskaplig avdelning.
Wittrock var riksdagsman i Andra kammaren 1888–1890 invald i Stockholms stads valkrets, men ägnade sig i huvudsak åt nämnda trädgård, som han frikostigt understödde med egna medel. Hans botaniska forskning var under tidigare år inriktad på algologi, om vilket särskilt vittnar Försök till en monografi över algsläktet Monostroma (akademisk avhandling 1866), Prodromus monographiae Oedogoniacearum (1874), Om snöns och isens flora, särskilt i de arktiska trakterna (1883; i Adolf Erik Nordenskiölds Studier och forskningar) med mera, och det stora exsickatverket Algæ aquæ dulcis (faskikel 1-35, 1877–1903, tillsammans med Otto Nordstedt och från faskikel 26 även Gustaf Lagerheim).
Som universitetslärare verkade Wittrock för utökat användande av mikroskopet och vidgat studium av den allmänna botaniken, särskilt morfologi. Inom detta område företog han bland annat en mängd groningsförsök för att utröna hjärtbladens morfologi och biologi (en mindre avhandling härom utkom 1882). Sedermera övergick han till deskriptiva arbeten, vartill trädgården lämnade rikliga odlingstillfällen och som alla publicerades i den av honom 1890 påbörjade skriftserien "Acta Horti Bergiani"; särskilt kan däribland framhållas Bidrag till de odlade penséernas historia (1895), Morfologisk-biologiska och systematiska studier över Viola tricolor etc. (1897), Linnæa borealis, en mångformig art (1907) och Meddelanden om granen (1914). I trädgården företog han dessutom odlingsförsök i stor skala med aklejor, bönor, vicker, luktärter, vildaplar, näckrosor, loasacéer med mera som dock ej ledde till några publikationer. 
Wittrocks stora samling av botanikerporträtt skänktes Vetenskapsakademien med tillhörabde Catalogus illustratus (i "Acta H. Berg") med levnadsteckningar, referat och porträttbilder, liksom genom uppsatsen Några ord om Linné (1907). Han blev ledamot av Vetenskapssocieteten i Uppsala 1877, Vetenskapsakademien 1878, Lantbruksakademien 1884, Fysiografiska sällskapet i Lund 1901 och Vetenskaps- och vitterhetssamhället i Göteborg 1908.
Veit Wittrock är begravd på Norra begravningsplatsen utanför Stockholm.